# Čehoslovačka Socijalistička Republika
Čehoslovačka Socijalistička Republika (ČSSR) je bila država u središnjoj Europi, koja je postojala od 1960. do 1990. godine. Zamijenila je dotadašnju Čehoslovačku Republiku, a nju je naslijedila Češka i Slovačka Federativna Republika (ČSFR) (1990.—1992.). Službeno je stvorena donošenjem novog ustava 11. srpnja 1960., iako je to zapravo bilo samo promjena imena ('socijalistička') u već ranije socijalističku državu. 
Ustavnim odredbama koje su stupile na snagu 1. siječnja 1969. ČSSR je federalizirana - stvorene su Češka Socijalistička Republika (ČSR) i Slovačka Socijalistička Republika (SSR). Ustavnim zakonom federalnog parlamenta Čehoslovačke, koji je stupio na snagu 29. ožujka 1990. "O promjeni naziva Čehoslovačke Socijalističke Republike" ime je promijenjeno u kratkotrajno Čehoslovačka Federativna Republika (koji je ubrzo zamijenjen s Češka i Slovačka Federativna Republika, skraćeno: ČSFR).

## Povijest

### Povijesna pozadina
Nakon što je Crvena armija zauzela Čehoslovačku, u travnju 1945. godine, proglašena je Treća republika, a na vlast je došao Narodni front unutar kojeg je djelovalo šest stranaka. Na višestranačkim izborima 1946. godine, uvjerljivu pobjedu odnijeli su komunisti. Na izborima u svibnju 1947. godine, komunisti nisu osvojili većinu u Parlamentu, zbog čega su Sovjeti zahtijevali odstranjenje "buržoazije i reakcionarnih elemenata" iz vlade.
Veljače 1948. godine, komunisti su izvršili puč i preuzeli vlast u Čehoslovačkoj. Edvard Beneš, dotadašnji predsjednik, dao je ostavku. Nakon usvajanja novog ustava u svibnju 1948., Čehoslovačka je službeno postala Narodna republika, iako je zadržano staro ime "Čehosloavčka Republika", te stari grb i zastava. Dana 11. srpnja 1960. godine, bio je usvojen novi ustav, u kojem je ime zemlje promijenjeno u "Čehoslovačka Socijalistička Republika".

### Socijalistička Republika
Postojanje Socijalističke republike najviše je obilježilo Praško proljeće 1968. godine i njegovo gušenje od strane Varšavskog pakta. U duhu politike Normalizacije, Čehoslovačka je postala federacija Češke i Slovačke Socijalističke Republike. Tijekom 1970-ih, primjećeno je jačanje opozicije, među kojom je jedan od istaknutijih predstavnika bio i Vaclav Havel. U procesu raspadanja istočnog bloka, komunisti su sišli s vlasti tijekom Baršunaste revolucije 1989. godine. Počekom 1990. godine, usvojeno je novo ime države – Češka i Slovačka Federalna Republika. Dana 1. siječnja 1993. godine, federacija je ukinuta, a Češka i Slovačka su postale nezavisne republike.

## Politika
Na vlasti u Čehoslovačkoj je službeno bio Narodni front, unutar kojeg je najviše utjecaja imala Komunistička partija Čehoslovačke. Nakon razlaza Tito-Staljin 1948. godine, u duhu protutitoističke politike, iz stranke je isključeno oko 500.000 dotadašnjeg članstva. Neki utjecajniji komunisti su zatvoreni tijekom ovih čistki, pod optužbom da su titoisti, poput Rudolfa Slanskog, Vladimira Klementisa, Gustava Husaka i ostalih. Tajnik stranke od 1953. do 1968. bio je Antonjin Novotni, a nakon njega 1969. Gustav Husak, koji je postao i predsjednik Republike 1975. godine.

## Gospodarstvo
Gospodarstvo Čehoslovačke u ovom razdoblju zasnivala se na planiranoj zapovjednoj ekonomiji, po uzoru na Sovjetski Savez. Prevladavala je teška prerađivačka industrija, metalurgija, proizvodnja kemikalija, hrane i tekstila. Poljoprivreda je zauzimala manji dio sektora, ali je stanovništvo uvijek bilo opskrbljeno dovoljnom količinom hrane. Godine 1986., 80 % Čehoslovačke trgovine išlo je zemljama socijalističkog bloka.